# Santa Bárbara d'Oeste
Santa Bárbara d'Oeste (portugheză: Sankt Barbara de Vest) este un oraș în statul São Paulo, Brazilia. El se află situat la ca. 130 km de São Paulo. Orașul a fost întemeiat în anul 1818, în anul 2009 avea 189.573 loc. El se află la altitudinea de 575 m deasupra n.m.. Santa Bárbara d'Oeste  este un oraș industrial, ramurile principale fiind: industria constructoare de mașini. În anul 1860 orașul a hotărât primirea refugiaților (Confederados) din Războiul Civil American. Din acest timp există o sărbătoare în a doua duminică din aprilie, care amintește acest eveniment în fiecare an. Santa Bárbara are printre altele câteva muzee, sau alte atracții turistice.

## Personalități marcante
- Leonardo Kirche (n. 1985), jucător de tenis;
- César Cielo Filho (n. 1987), înotător;
- Raphael Claus (n. 1979), arbitru de fotbal;
- Douglas Souza (n. 1995), voleibalist.